# 我的天堂城市
《我的天堂城市》（My Heavenly City）是2023年的台灣劇情電影，聚焦全球關注的移民問題。電影在美國紐約和台灣台北取景，透過三組故事，啟發身在紐約的人能找到自己的出路。由俞聖儀執導及編劇，由宋芸樺、姜濤、姚淳耀、魏蔓及李嘉文主演。 電影入選美國第43屆夏威夷國際電影節「臺灣電影焦點」項目，並入圍主競賽提名亞洲電影奈派克（NETPAC）獎。《我的天堂城市》入圍美國紐約五指湖綠色電影節（FLEFF) 電影。另外，電影獲得第78屆全美大學電影協會（University Film and Video Association-UFVA) 最佳劇情長片奬及第13屆美國紐約冬季電影節（Winter Film Festival) 2025 最佳電影奬及IndiePix Vision 奬。

## 劇情概要
這部電影是由三組紐約人相互交織的故事。第一個故事是關於一個中英翻譯員在選擇留在紐約或回家的路口上徘徊。第二個故事寫的是一對年輕嘻哈舞者，最初在紐約面對追夢之旅夢想破滅時的失落。第三個故事講述一對中年移民到紐約的夫婦，如何艱苦地與患有心理疾病的兒子一起生活。故事的共同點就是每個人都以不同方式尋找在紐約生存的意義。

## 角色
| 演員   | 角色         | 簡介                                                      |
| 宋芸樺 | 方智美 Mavis | 赴美求學的台灣留學生，兼職中英文翻譯員 在布魯克林體驗生活 |
| 姚淳耀 | 家生 Jason   | 在紐約生活的台灣人，與妻子小慈有複雜難解的家庭和親子問題  |
| 姜濤   | Jack         | 到美國尋夢 紐約留學的台灣研究生，鍾情popping舞            |
| 李嘉文 | Lulu         | 新加坡人，喜愛嘻哈舞的留學交換生                          |
| 魏蔓   | 小慈 Claire  | 在紐約生活的台灣人，與丈夫家生有複雜難解的家庭和親子問題  |

## 製作
2020年，俞聖儀獲得紐約市長辦公室傳媒及娛樂工作組及紐約藝術基金會2020年度紐約市婦女基金（NYC Women’s Fund）補助，改編由她執導的同名《我的天堂城市》電影短片為長篇電影。2020年7月17日，台北市電影委員會公告此電影投資項目。
2022年5至6月期間，姜濤往美國紐約拍攝此電影。 另外，電影拍攝期間，俞聖儀導演時常帶著演員宋芸樺在紐約漫步，介紹各拍攝場景和分享她在紐約生活二十多年的生活點滴片段，以幫助她更快進入角色和紐約的生活感。
2022年7月15日，發佈電影詳細内容，由滿滿額娛樂股份有限公司、台北市電影委員會、MakerVille Company Limited、力揚電影有限公司共同出品，及台灣影委會「國際影視攝製投資計畫」的投資電影。
2023年8月25日，滿滿額娛樂股份有限公司公開第二個故事的取景地點，包括紐約布魯克林區的格林堡公園（Fort Greene Park）及展望公園（Prospect Park）。
《我的天堂城市》主題曲由守夜人主唱的《Paradise》，首次以男女主唱的聲音參與影劇作品，歌詞由導演俞聖儀親自創作，道出了對「愛」的輕盈期盼；由音樂總監秦旭章作曲與楊世暄協同製作，勾勒出超越言語的浪漫故事，同時貼近歌曲的 Happy-Sad 意境。

## 宣傳
滿滿額娛樂股份有限公司分别在2023年4月30日（姜濤生日）及5月20日推出兩張第二個故事主角姜濤及李嘉文的電影宣傳劇照。
2023年6月29日推出電影前導預告，並宣布2023年9月15日在台灣首映。
2023年8月10日推出電影正式預告片。
香港售票平台Katch贊助《我的天堂城市》宣布在2023年9月7日於台北舉辦全球首映，導演俞聖儀、宋芸樺、姜濤、姚淳耀、魏蔓及李嘉文等主要演員會一起跟影迷會面。
2023年8月17日推出香港版電影海報及宣佈2023年10月12日在香港及澳門公映。
電影入圍美國第43屆夏威夷國際電影節「臺灣電影焦點」項目，並在2023年10月17日於美國首映。
2023年10月12日正式在香港上映，於各影院舉行多場謝票特典場，宋芸樺、 姜濤及李嘉文主要演員跟影迷見面。
2024年2月電影於國泰航空機上娛樂平台上架。
電影入選美國紐約五指湖綠色電影節（Finger Lakes Environmental Film Festival-FLEFF) 電影，於2024年4月13日美國紐約Cinemapolis影院放映。
電影獲得第78屆全美大學電影協會（University Film and Video Association-UFVA) 最佳劇情長片奬，並在2024年7月31日美國克里夫蘭州立大學 (Cleveland State University) 進行放映。
2024年9月25日，在台北駐日經濟文化代表處台灣文化中心舉行台灣電影放映會，《我的天堂城市》（又名《紐約協奏曲》）進行放映，藤井 道人及導演俞聖儀有影後分享。
電影獲得第13屆美國紐約冬季電影節（Winter Film Festival) 2025 最佳電影奬及IndiePix Vision 奬。並於2025年2月22日紐約LOOK Cinemas Theater 放映。

## 票房
香港票房紀錄為港幣$950萬（截至19/12/2023，之後至8/2/2024落畫前之間的两個月官方未有提供總票房數據)。
2023年10月09日至15日（第41週）香港一週電影票房冠軍（開畫一周累計票房港幣$3,404,875）。
台灣上映由2022年9月15日至10月22日，累計新台幣1,728,283。
| 上一届： 《A.I.創世者》 | 2023年香港一週票房冠軍 第41週 | 下一届： 《花月殺手》 |
| 上一届： 《A.I.創世者》 | 2023年香港週末票房冠軍 第42週 | 下一届： 《花月殺手》 |